# Каменное (озеро, Бежаницкий район)
Каменное — озеро в Кудеверской волости Бежаницкого района Псковской области. По южному и юго-восточному берегам проходит граница с Новосокольническим районом. Расположено на Бежаницкой возвышенности.
Площадь — 3,5 км² (346,5 га; с островами — 3,6 км² или 357,6 га). Максимальная глубина — 28,6 м, средняя глубина — 8,6 м. Одно из самых глубоких озёр области.
Проточное. Через реки Каменка, Копытовка, Алоль соединяется с рекой Великая.
Тип озера лещово-уклейный с ряпушкой. Массовые виды рыб: лещ, уклея, окунь, плотва, ряпушка, щука, ерш, язь, красноперка, густера, налим, бычок-подкаменщик, линь, золотой карась, вьюн, щиповка, пескарь; широкопалый рак (единично).
Для озера характерны: в литорали и сублиторали — песок, камни, заиленный песок, в профундали — ил, заиленный песок, камни, песок.